# Wydział Socjologii i Pedagogiki Szkoły Głównej Gospodarstwa Wiejskiego w Warszawie
Wydział Socjologii i Pedagogiki (WSiP) – wydział Szkoły Głównej Gospodarstwa Wiejskiego w Warszawie, utworzony w 2006 roku. Jego poprzedniczką była Katedra Socjologii, funkcjonująca do 2006 roku w ramach Wydziału Ekonomiczno-Rolniczego. Do 31 grudnia 2012 nosił nazwę Wydział Nauk Humanistycznych, a następnie do 30 września 2019 nazwę Wydział Nauk Społecznych.
Prowadzi studia I oraz II stopnia w systemie dziennym i zaocznym na kierunkach:
- socjologia
- pedagogika